# Coniglicoltura
La coniglicoltura (detta anche cunicoltura) consiste nell'allevamento del coniglio per finalità economiche.

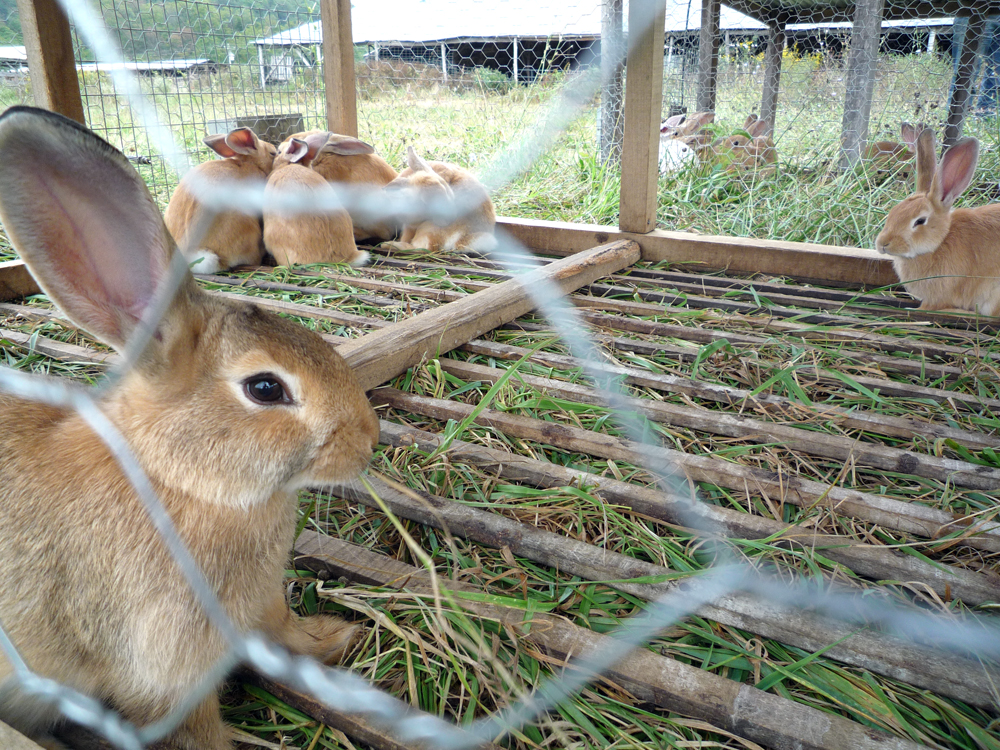

## Storia
Il coniglio è originario dell'Europa e fu scoperto dai Fenici in Spagna. Quest'animale probabilmente non era conosciuto dai Greci, ma fu apprezzato dai Romani: Plinio il Vecchio scrisse che era utilizzato per la preparazione dei laurices, un piatto a base di feti e neonati di coniglio. Terenzio scrisse che i conigli erano tenuti nei leporaria, spazi di terreno recintati e destinati a contenere conigli, lepri ed altri animali selvatici.
La domesticazione vera e propria del coniglio cominciò nel Medioevo. Gregorio di Tours riferì che papa Gregorio I autorizzò il consumo di laurices durante la Quaresima e ciò portò ad uno sviluppo dell'allevamento nei monasteri, dove i conigli venivano tenuti in gabbie.
Nel XII secolo si sviluppò l'allevamento nelle garenne, che erano spazi di terreno circondati da un muro o un fossato pieno d'acqua. Il "diritto di garenna" costituì uno dei diritti feudali.
A partire dal XVI secolo cominciò a svilupparsi l'allevamento in conigliera. Inizialmente le conigliere erano ubicate nelle garenne e consistevano in piccoli ricoveri in legno dove gli animali potevano entrare ed uscire liberamente per alimentarsi e riposare. In seguito, con l'abolizione del diritto di garenna, l'allevamento in conigliera cominciò a svilupparsi. I conigli cominciarono ad essere tenuti chiusi nella conigliera, dove erano alimentati con ortaggi, semi di cereali e fieno.
Nel XIX secolo cominciò ad essere attuata la selezione delle razze. Nello stesso secolo comparvero in Inghilterra le prime gabbie con il fondo grigliato, che venivano poggiate su un prato dove l'animale poteva pascolare l'erba.
Nel XX secolo si è sviluppato l'allevamento intensivo in gabbie poste all'interno di ricoveri chiusi; gli animali sono alimentati prevalentemente con mangimi concentrati.

## Allevamento
La maggior parte degli allevamenti sono oggi di tipo intensivo. I conigli vengono allevati in gabbie metalliche poste all'interno di ricoveri chiusi realizzati in cemento. Le gabbie possono essere sistemate in un'unica fila o in file sovrapposte. La fila più bassa è sollevata dal suolo di circa un metro e le gabbie hanno il fondo grigliato, in modo che le deiezioni cadano sul pavimento, da cui vengono rimosse; le file superiori hanno invece il pavimento dotato di nastro trasportatore per lo smaltimento delle deiezioni solide e di canalette di scolo per l'urina. Le gabbie sono dotate di abbeveratoi automatici e di tramogge per il cibo; l'alimentazione prevalente è basata su mangimi concentrati, confezionati in cubetti. Per la prevenzione delle malattie più pericolose, gli animali sono sottoposti a vaccinazione. Lo svezzamento dei coniglietti comincia a quattro settimane, ma può essere anticipato alla terza settimana (svezzamento precoce) o ritardato alla quinta o sesta settimana (svezzamento tardivo).
I conigli vengono allevati principalmente per la carne e la pelliccia. La macellazione dei conigli da carne avviene a 3-4 mesi. Le razze allevate si distinguono in leggere, medie, pesanti e speciali; queste ultime sono utilizzate per la pelliccia. Vi sono anche allevamenti per la produzione di conigli da laboratorio e di conigli da compagnia.
I maggiori Paesi produttori sono Cina, Italia, Spagna, Francia, Ucraina, Russia, Germania, Bielorussia; circa il 70% della produzione mondiale è concentrata in Europa occidentale ed orientale.
In Italia le regioni con la maggiore produzione sono Veneto, Emilia-Romagna, Piemonte, Lombardia, Lazio e Marche.